# إينيغو فيسنتي
إينيغو فيسنتي (بالبشكنشية: Iñigo Vicente Elordui) هو لاعب كرة قدم إسباني، ولد في 6 يناير 1998 في ديرايو في إسبانيا. لعب مع أتلتيك بيلباو ونادي ميرانديس.

## روابط خارجية
- إينيغو فيسنتي على موقع قاعدة بيانات كرة القدم.إي يو (الإنجليزية)
- إينيغو فيسنتي على موقع ليكيب (الفرنسية)
- إينيغو فيسنتي على موقع Soccerway.com (الإنجليزية)